# TVウォッチング
『TVウォッチング』（てれびウォッチング）は、新潟総合テレビ（NST）で放送されていた番宣ミニ番組である。ハイビジョン制作、ステレオ放送。

## 放送時間
- 1996年10月4日[1]～2000年3月31日[2] 月曜 - 金曜：午前10時55分 - 11時00分（どうーなってるの?!に内包）
- 2000年4月3日～2013年3月29日まで 月曜 - 金曜：午前11時25分 - 11時30分（実質的には、11時25分00秒から3分45秒間）
- 2013年4月1日～2015年3月27日まで  月曜 - 金曜：午前11時20分 - 11時25分
- 2015年3月30日～2016年4月1日[3]月曜 - 金曜：午後3時50分 - 3時53分
尚、祝日の場合は、女子アナウンサーなしの番組宣伝だけの「ほっとチャンネル→ミンナミンバ」に切り替わる。

## 番組内容
先ず、オープニング・タイトルから始まり、それから、NSTの1人の女性アナウンサーによる短いトークがあり、それからメインの番組紹介及びその日を中心とする主要番組の番組宣伝ビデオを幾つかまとめて流す。それが終わると、約1分20秒間、今日の新潟県の天気予報及び週間天気予報（場合によってはある区域のピンポイント天気も流れることもある）が放送されて、エンディングとなる。

## 出演者
NSTの1人の女性アナウンサーのみが交代制で出演。
現在
- 中田エミリー
- 村山千代
- 廣川明美
- 堀恭子
- 市野瀬瞳
- 近藤麻智子

過去
- 柳華織[4]
- 村山恵美

## 備考
- NSTが地上デジタルのサイマル試験放送を始めた2006年2月27日から、この番組は、ハイビジョン制作となっている[5]。